# Israel Corporation
Israel Corporation (en hebreu: החברה לישראל) (també Israel Corp) és el holding empresarial més gran d'Israel. Va ser fundada l'any 1968 pel Govern de l'Estat d'Israel.
El 50% de les seves activitats de fabricació i el 70% dels seus ingressos consolidats provenen d'operacions globals. Les seves propietats principals són fertilitzants i productes químics especials, energia, transport marítim i transport. Israel Corp és un membre de l'índex TA-35 de les accions principals de la Borsa de Tel-Aviv. Dues de les seves principals participacions, Israel Chemicals i Oil Refineries Ltd també són components de l'índex TA-35.

## Història
Israel Corp va ser fundada pel govern d'Israel l'any 1968, juntament amb Shaul Eisenberg, qui va ser un dels primers inversors estrangers estratègics de la història d'Israel, sota la iniciativa del llavors ministre de Finances, Pinchas Sapir, del Partit Laborista d'Israel, que va canviar la Llei de foment de les inversions de capital per atraure inversió estrangera. El canvi va assegurar que els propietaris de l'empresa estiguessin exempts d'impostos durant 30 anys i rebien altres beneficis.
El 1975, el llavors director general d'Israel Corp, Michael Tzur, va ser condemnat a 15 anys de presó després de ser condemnat per 18 càrrecs de malversació, robatori, frau i suborn. Va sortir de la presó el 1981.
Les accions de l'empresa es van oferir al públic el 1969, 1970, 1974 i 1982, i l'empresa va començar a cotitzar a la Borsa de Tel-Aviv el 1982. Després de la mort d'Eisenberg el 1998, la família va vendre el control de l'empresa a la família Ofer.
L'any 2007, el 55% del capital de l'empresa estava en poder del grup Ofer Brothers, el 18% del Bank Leumi i la resta en accions públiques.

## Inversions
Les principals participacions d'Israel Corp són Israel Chemicals, Oil Refineries Ltd, Tower Semiconductor, Kenon Holdings i Zim Integrated Shipping Services.